# خونزا همايون بيجوم

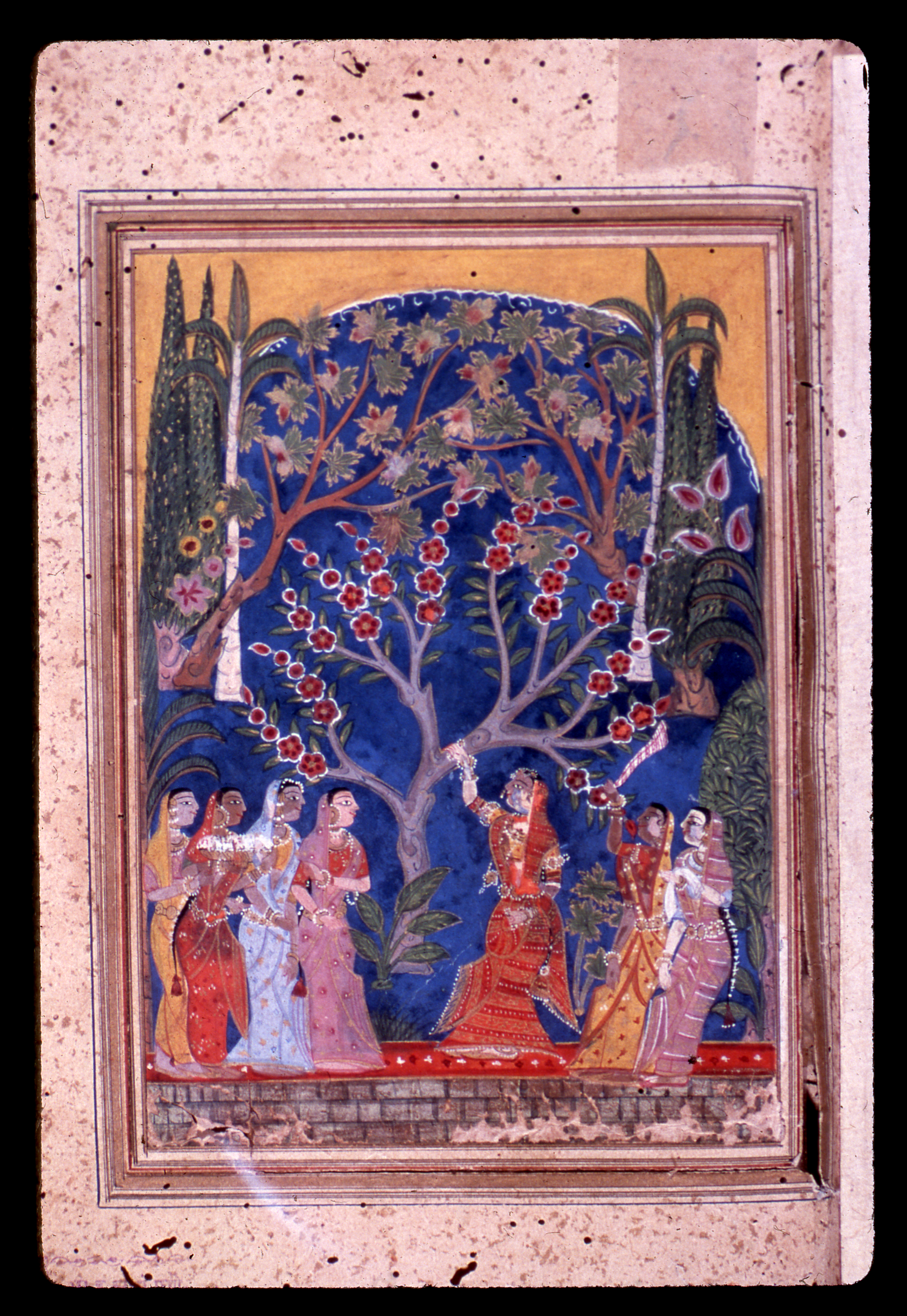
تزدهر الشجرة عند لمس خونزا همايون، موضوع الدوهادا. من كتاب تاريخ حسين شاهي

خونزا همايون بيجوم، المعروفة أيضًا باسم كورجا سلطانة، وخنزادة همايون سلطانة وخونزة همايون (ازدهرَت عام 1571 م)، الوصية على سلطنة أحمد نجار بين عامي 1565 و1571، أثناء صغر سن ابنها السلطان مرتضى نظام شاه الأول [الإنجليزية].

## الحياة
تزوجت خونزا همايون بيجوم من السلطان حسين نظام شاه الأول. وأصبحت والدة مرتضى نظام شاه الأول [الإنجليزية].
في عام 1565، تُوفي زوجها، وتولى ابنها العرش. ونظرًا لكون ابنها قاصرًا، فوجب تعيين وصاية للحكم، وأصبحت هي الوصية عليه. وُصفت بأنها شخصية بارزة تمتلك الكفاءة والموهبة والفضائل. وقد عيّنت أولاً قاسم بيك التبريزي، ثم المولى عناية الله في منصب الوكيل والبيشوة، لكنهما لم يتفقا معها، فأخيرًا عيّنت إخوتها الثلاثة: تاج خان، عين الملك، واعتبار خان، لتقاسم المنصب.
خاضت حربًا ضد بيجابور بتحالف مع فينكتاداري من بينوكوندا وإبراهيم قطب شاه، لكنها انتهت بالهزيمة. ثم خاضت حربًا ثانية بتحالف مع توفال خان ضد بيجابور، إلا أنها انتهت أيضًا بالهزيمة.
كان حكمها غير محبوب بسبب إخفاقاتها العسكرية وتحيزها لأقاربها. وبلغت حالة الاستياء منها ذروتها عندما غزا علي عادل شاه المملكة في عام 1569، فاستولى على كونْدانا وأقام حصن دهرو هناك. وفي نفس العام، جرت أول محاولة لعزلها من الوصاية وإعلان بلوغ ابنها السن القانوني. وقد أقنع معلم القرآن لابنها، المولى حسين التبريزي، ابنها بالسماح له بتوظيف بعض الأشرار للقبض عليها وعزلها. ومع ذلك، غيّر ابنها رأيه وأخبر والدته، ففرّ المتآمرون، ومن بينهم خواجة ميرك دبير والسيد مرتضى، إلى علي عادل شاه. وقد قامت لاحقًا بالعفو عنهم.
انطلقت هي وابنها في حملة لتفقد تعديات كيشور خان اللاري. وقد أقنع اثنان من ضباط نظام شاه ابنها بأن يرسل حبش خان ليُبلغ والدته بأن "رغبته أن لا تتدخل بعد الآن في الشؤون العامة"، وأن عليها أن تعتزل في الحِجاب [الإنجليزية] مثل بقية الأميرات. وردًا على ذلك، امتطت جوادًا وتسلّحت بقوس وسيف وخنجر لمحاولة اعتقال المتآمرين. لكنها هُزمت على يد حبش خان، الذي نجح في اعتقالها. فرّ إخوتها لتجنّب الاعتقال على يد خواجة ميرك. وقد أُطيح بها في انقلاب نفّذه ابنها، الذي أعلن بلوغه السن القانوني بدعم من نبلاء نظام شاه. وتم سجنها في حصن شيفانر.

## تعيين
- مرتضى نظام شاه الأول [الإنجليزية]، سلطان أحمد نجار؛
- برهان نظام شاه الثاني ، سلطان أحمد نجار؛
- تشاند بيبي، تزوجت من السلطان علي عادل شاه الأول من بيجابور. أصبح لاحقًا وصيًا على بيجابور وأحمد نجار على التوالي؛
- بيبي خديجة، متزوجة من جمال الدين هانسان أوجو